# Rectitropis australis
Rectitropis australis är en insektsart som beskrevs av Sjöstedt 1936. Rectitropis australis ingår i släktet Rectitropis och familjen gräshoppor. Inga underarter finns listade i Catalogue of Life.